# Улица Акла
Улица А́кла (латыш. Aklā iela, дословно — «Тупик») — короткая тупиковая улица в Риге, в историческом районе Старый город. Ведёт от улицы Пилс, заканчивается у здания Англиканской церкви. Длина улицы — 64 метра.

## История
Образована в 1454 году, когда вдоль берега Даугавы возвели крепостные стены, от которых улица вела вглубь городской территории.
В XIX веке получила название Майса (латыш. Maisa, в переводе Мешочная — по аналогии с мешком, обычно имеющим только один открытый конец), но из-за того, что в Риге стало две улицы Майса, в 1920 году эту улицу переименовали в улицу Акла.

## Достопримечательности

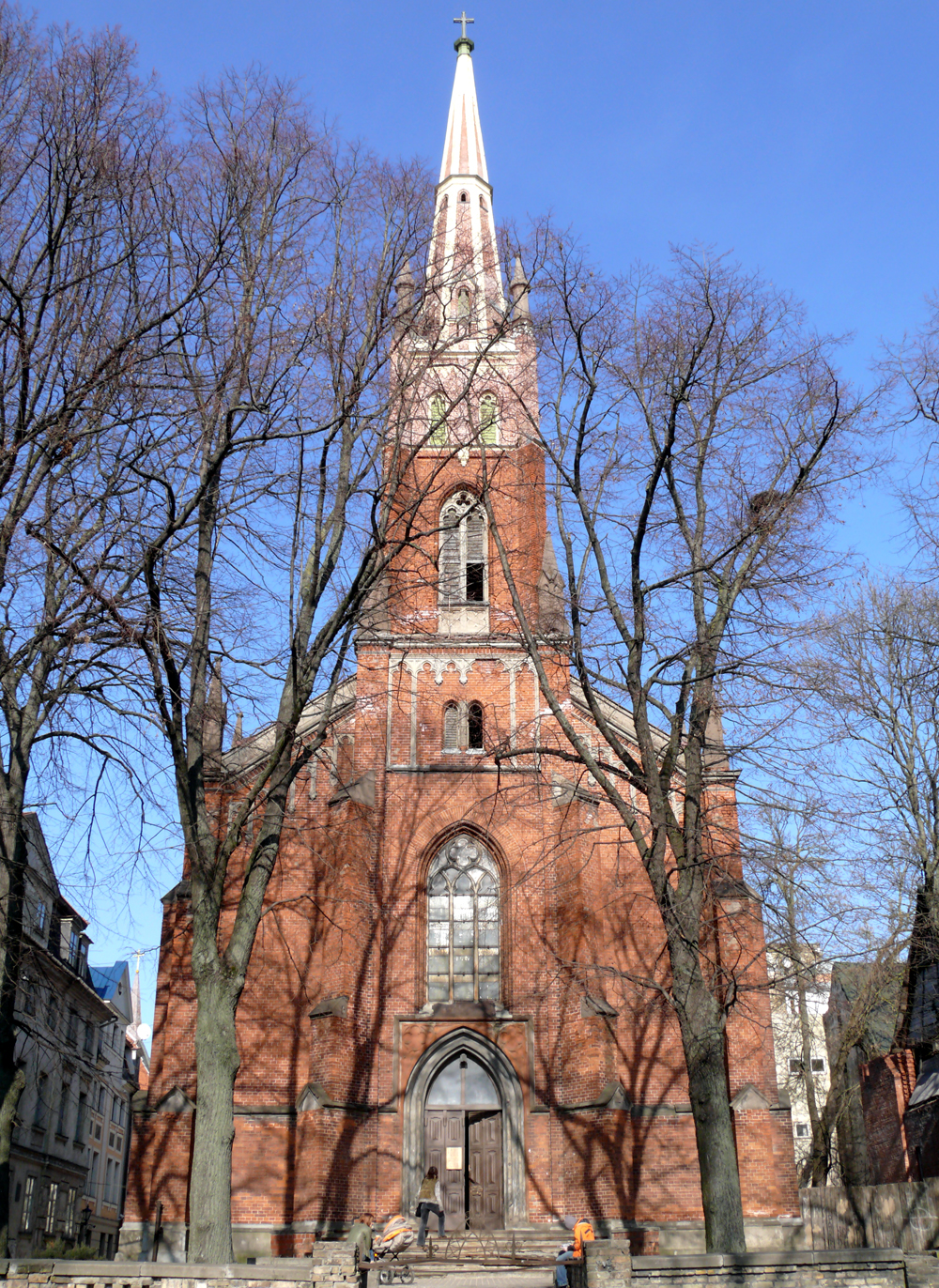
Англиканская церковь Святого Искупителя в Риге. Вид с Даугавы. Улица Акла проходит справа от здания церкви.

Самым старым жилым строением в Риге в начале XX века считался дом Вандеберга (улица Пилс, 13, у перекрёстка с улицей Акла). Это небольшое здание с высоким готическим фасадом в традициях архитектуры XIV—XV веков многократно перестраивалось, а в 1905 году было снесено. На этом месте был возведён жилой дом (д. 13/15, постройки 1905 года, архитектор Альфред Ашенкампф, реконструкция 1994—1996 годов), занимающий почти полностью одну сторону улицы Акла.
Противоположную сторону улицы занимает д. 11 по улице Пилс — посольство Дании.
В 1852 году в районе улицы для англиканской общины был выделен участок земли под строительство общинной церкви. Строительство началось в 1853 году, сразу же после выдачи официального разрешения на строительство, был срыт Павловский бастион. Крымская война замедлила работы, после заключения Парижского мирного договора, согласно которому Россия лишалась права обладателя городов-крепостей, что коснулось и Риги. 16 июня 1857 года был торжественно заложен первый камень в фундамент будущей рижской Англиканской церкви, а 26 июля 1859 года церковь Святого Искупителя была освящена.